# Ахтям
Ахтя́м (тат. Әхтәм,  баш. Әхтәм «Душа моя») — мужское имя тюркского происхождения у башкир и татар.  Среди известных носителей: Ахтям Ихсан, Ахтям Абушахманов, Ахтям Аминев. 
Используется с XI века, оставаясь популярным на протяжении Средних веков.
Существуют уменьшительные: Ахтямчик, Тямочка, Тяма, Тёма, Тямчик. От имени произошла фамилия Ахтямов. 